# Muzeum Fram

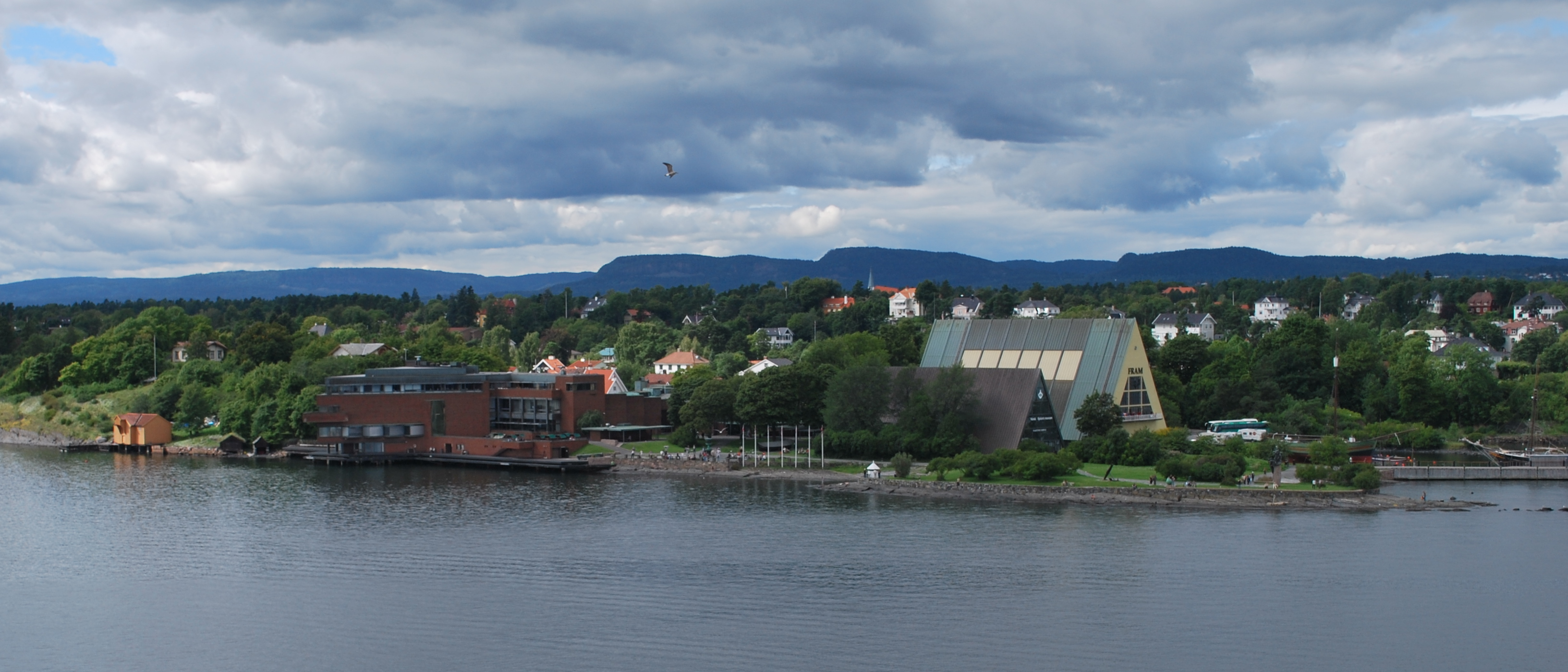
Muzeum Fram (vpravo)
Norské námořní muzeum (vlevo)

Muzeum Fram (norsky Frammuseet) je muzeum věnované norským polárním výpravám. Nachází se na poloostrově Bygdøy na západním předměstí norského hlavního města Oslo.
V jeho blízkém okolí se nachází ještě několik dalších muzeí, jako například Muzeum Kon-Tiki, Norské lidové muzeum, Muzeum vikinských lodí a Norské námořní muzeum. Poblíž leží rovněž letní rezidence norského krále (norsky Bygdøy kongsgård) a královský letohrádek nazvaný Oscarshall.
Muzeum bylo otevřeno 20. května 1936. Zaměřuje se na historii norských polárních výzkumných výprav a zvlášť se věnuje třem velkým norským polárníkům – Fridtjofu Nansenovi, Otto Sverdrupovi a Roaldu Amundsenovi. Jsou zde rovněž vystaveny snímky a vyobrazení živočichů obývajících polární oblasti, jako jsou lední medvědi a tučňáci.
Muzeum Fram se soustřeďuje především na originální polárnické plavidlo Fram. Vnitřek lodi je původní a návštěvníci mohou vejít dovnitř a prohlédnout si ho. Fridtjof Nansen si objednal stavbu Fram u norského stavitele lodí skotského původu Colina Archera z Larviku, který loď navrhl a postavil podle polárníkových požadavků. Nansen stavbu lodi financoval částečně z grantu od norské vlády a zčásti ze soukromých peněz.

V květnu 2009 podepsaly Norské námořní muzeum a Muzeum Fram dohodu, že Muzeum Fram převezme expozici lodi Gjøa, která jako první proplula severozápadní cestou skrze Kanadské arktické souostroví. Tuto výpravu vykonala v letech 1903–1906 posádka šesti mužů pod vedením Roalda Amundsena. Gjøa je umístěna v samostatné budově v muzeu. V roce 2017 byla plně zpřístupněna návštěvníkům.

## Galerie

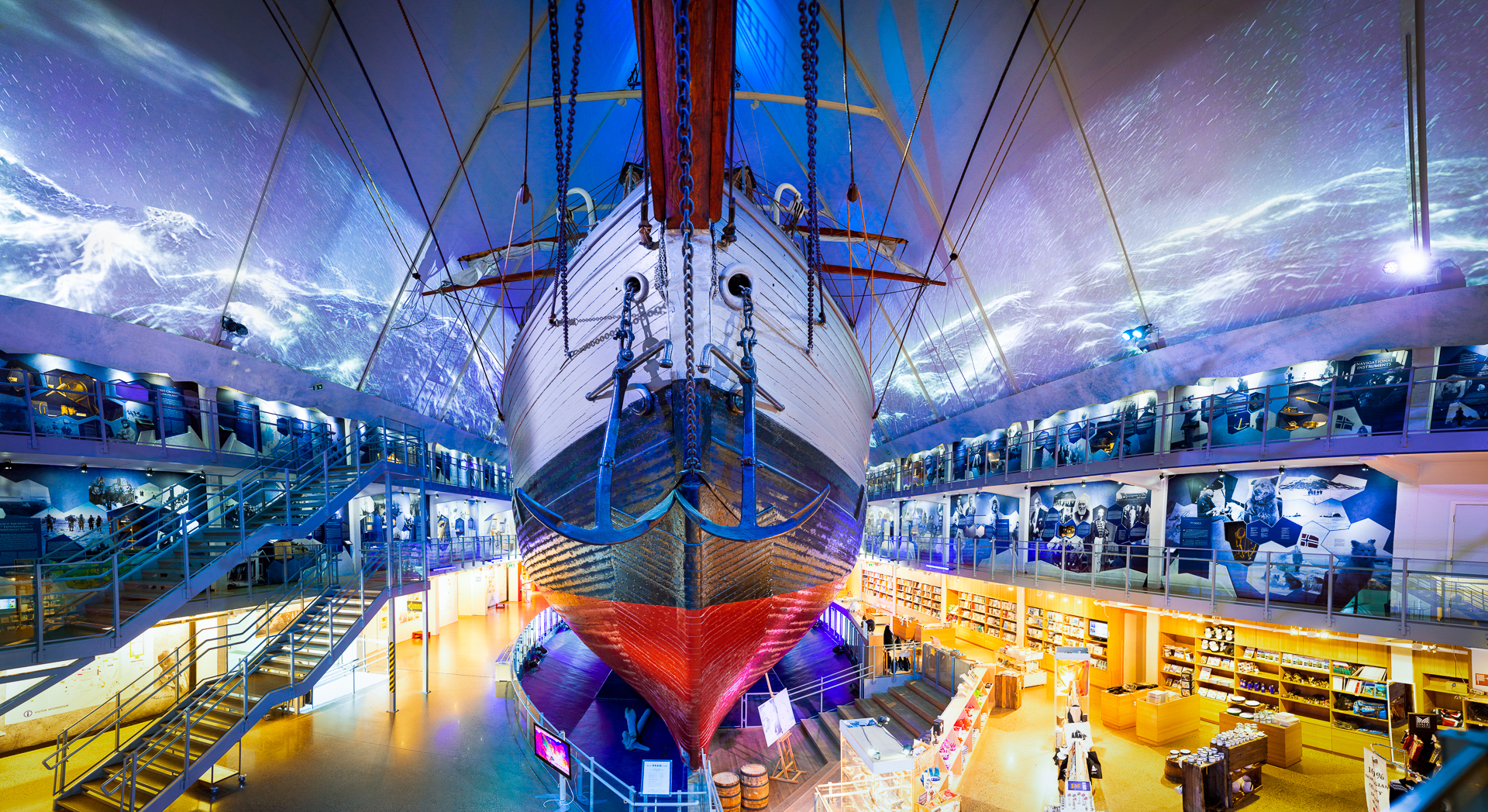
Vnitřek Muzea Fram po modernizaci v roce 2018
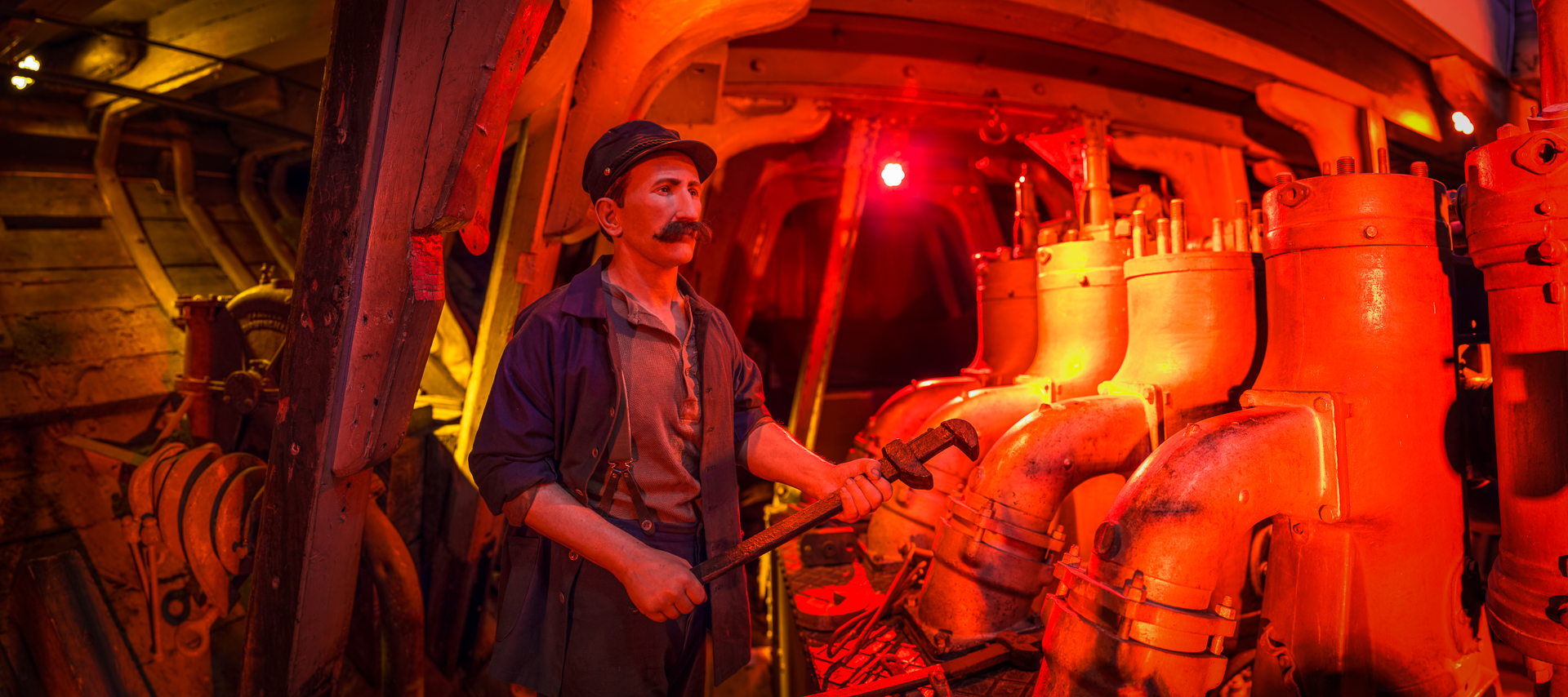
Strojovna polární lodi Fram
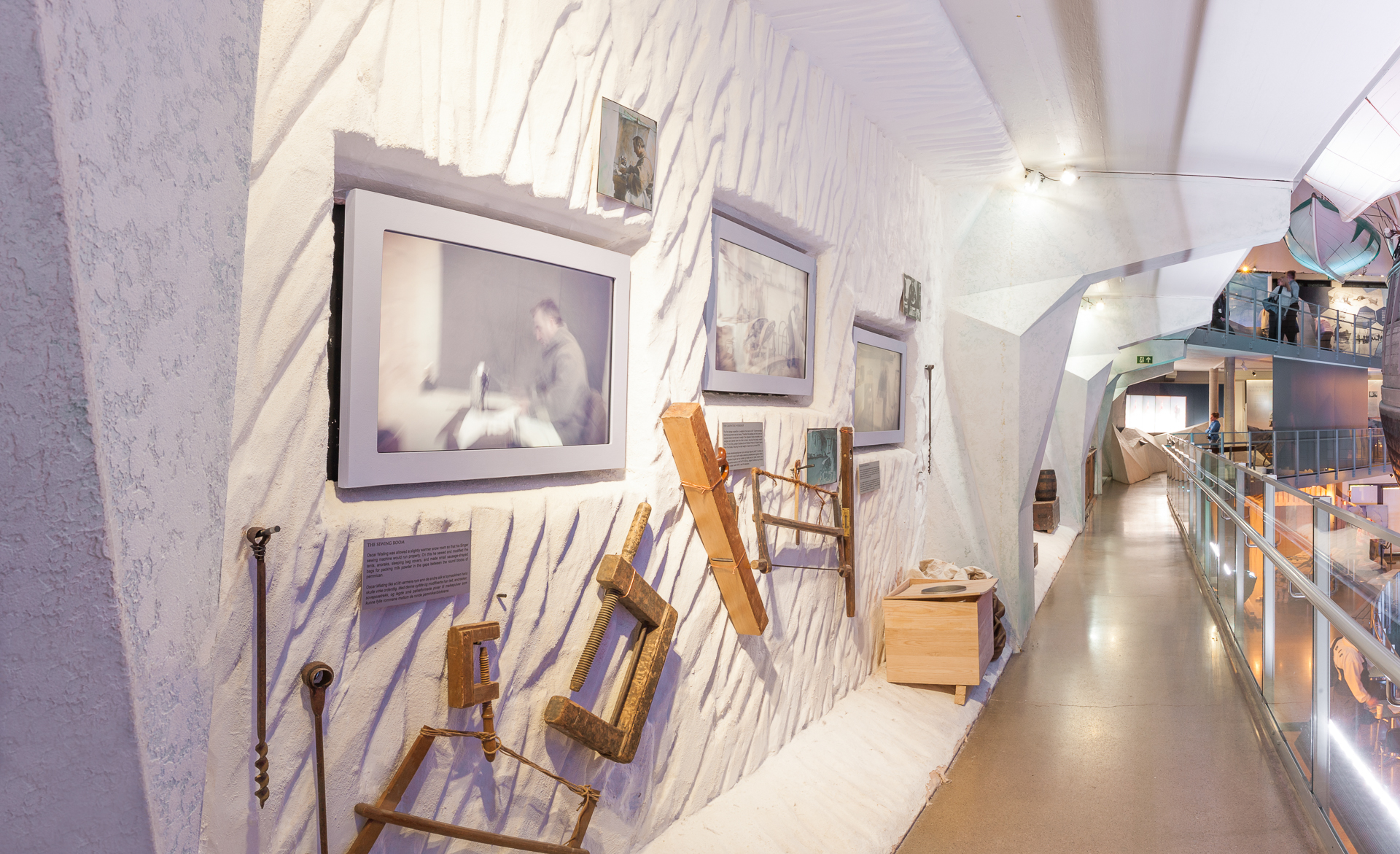
Z interiéru Muzea Fram
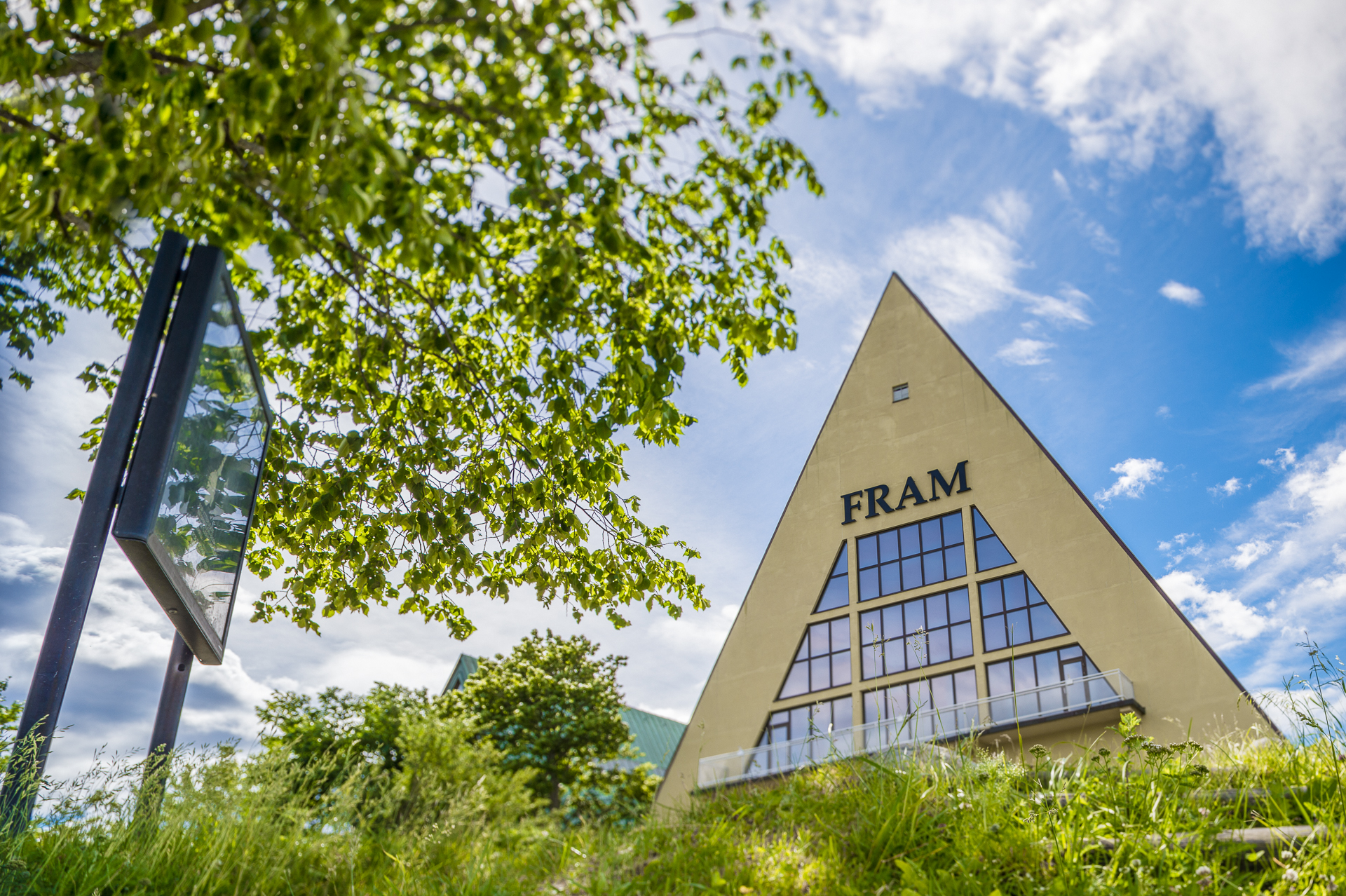
Muzeum Fram v létě
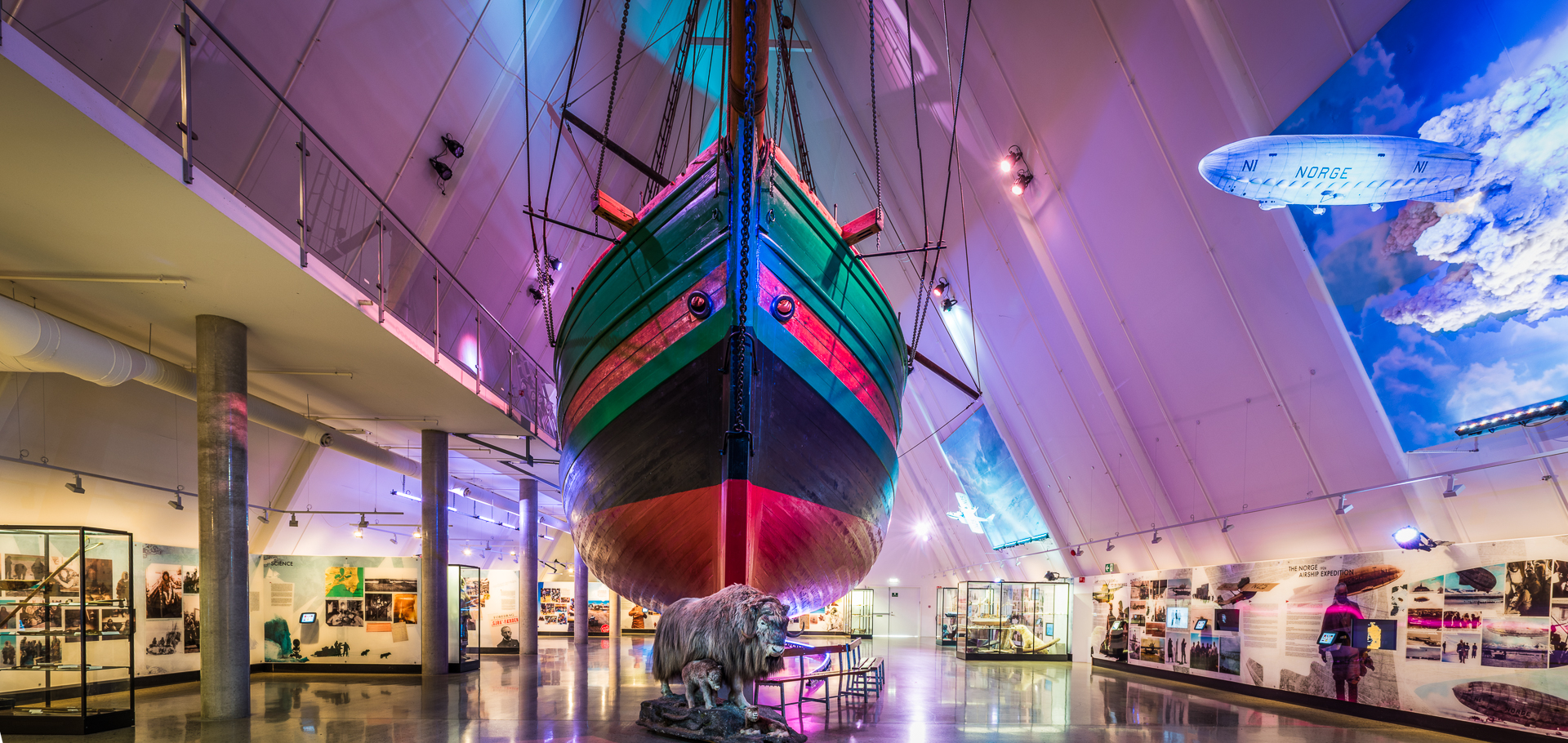
Gjøa, první loď, která proplula Severozápadním průjezdem
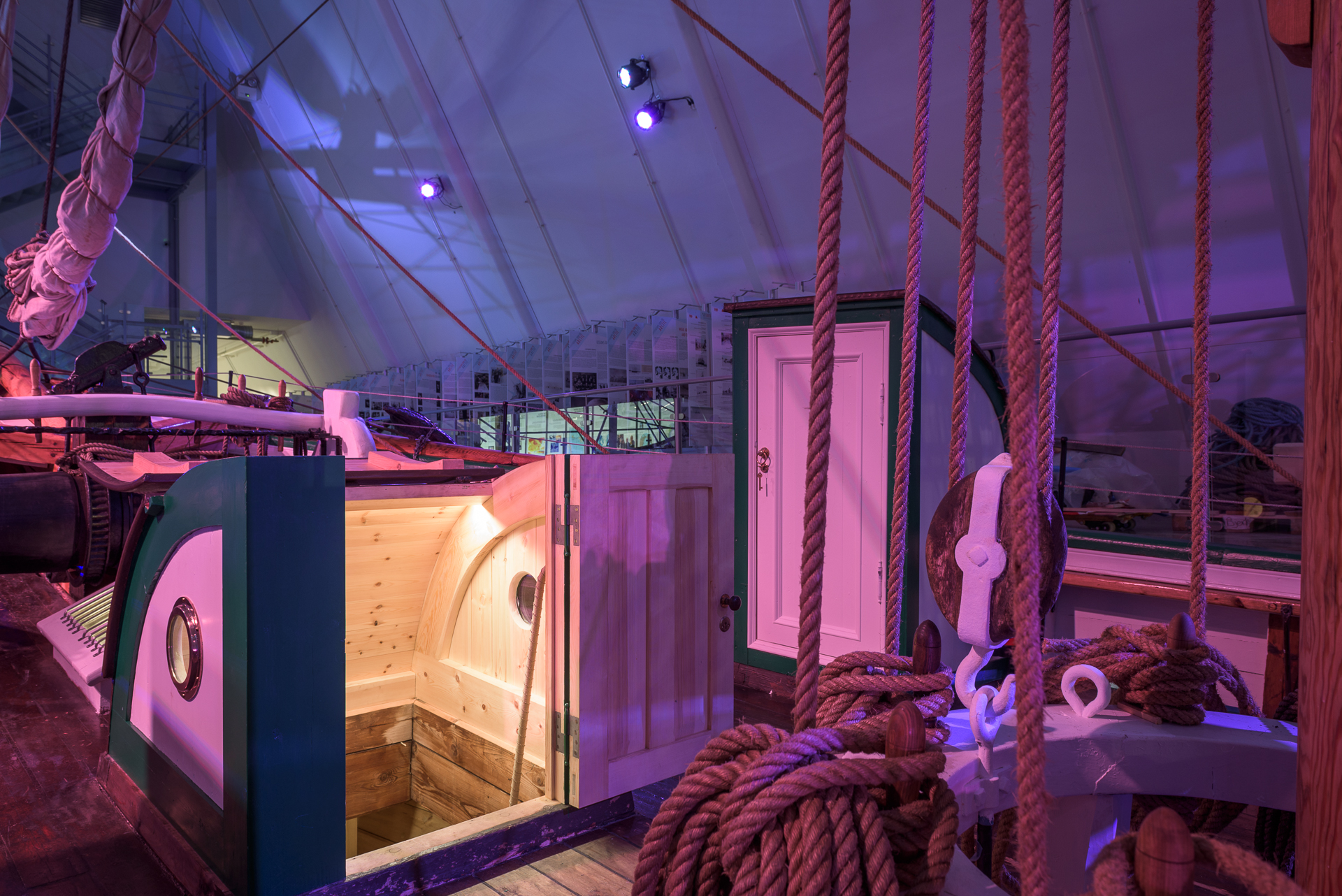
Na palubě polární lodi Gjøa